# Albert Bloch (artiste)
Pour les articles homonymes, voir Bloch et Albert Bloch.
Albert Bloch, né le 2 août 1882 à Saint-Louis (Missouri, États-Unis), et mort le 23 mars 1961 à Lawrence (Kansas,  États-Unis), est un artiste moderniste américain.
Il est le seul artiste américain associé à Der Blaue Reiter (Le Cavalier bleu), un groupe de modernistes européens du début du XXe siècle,.

## Biographie

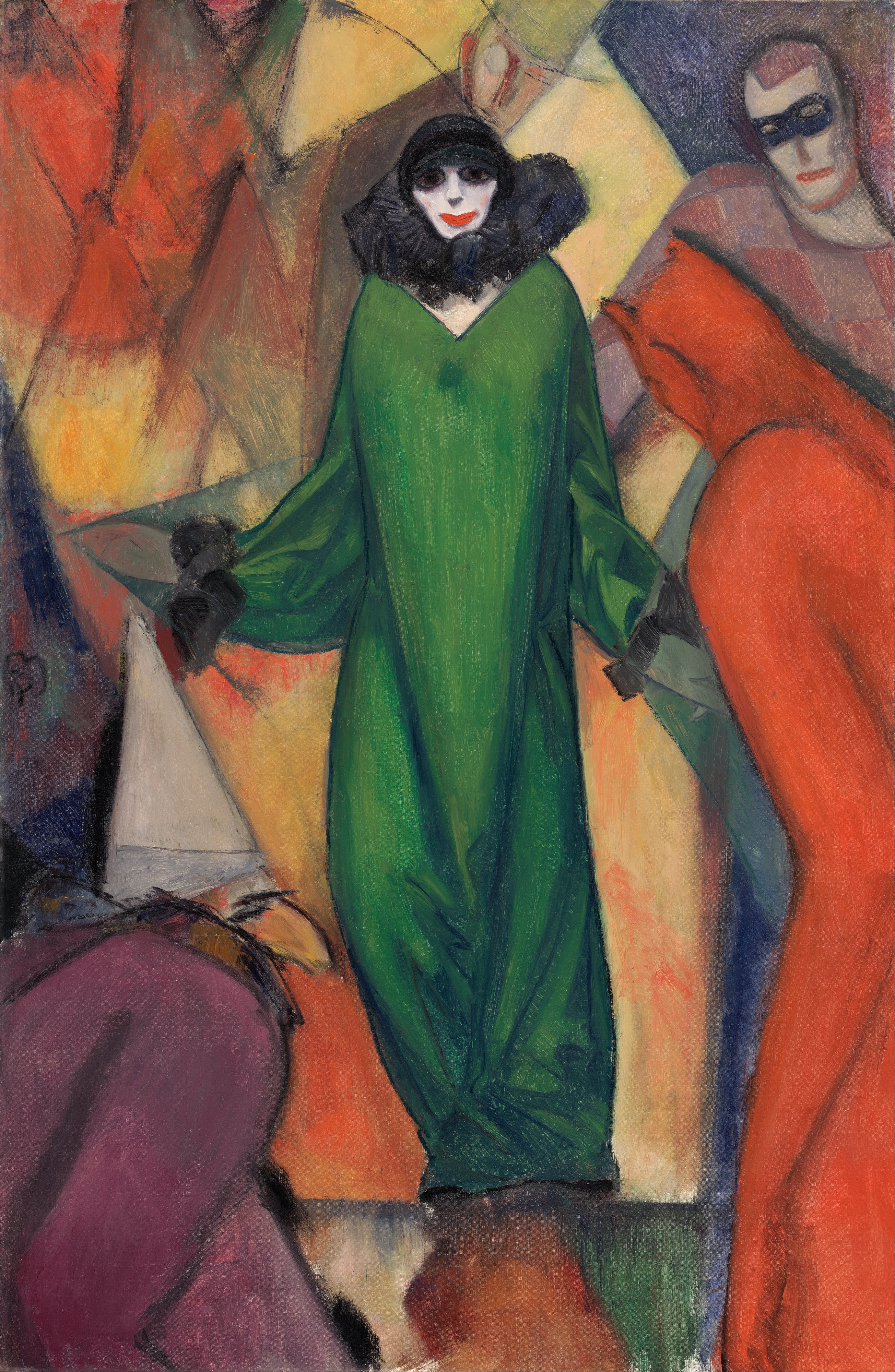
The Green Domino, 1913, huile sur toile,.

Albert Bloch naît à Saint-Louis, au Missouri. Il étudie d'abord l'art à la St. Louis School of Fine Arts. En 1901-1903, il produit des bandes dessinées et des dessins animés pour le journal St. Louis Star.
Entre 1905 et 1908, il travaille comme caricaturiste et illustrateur pour l'hebdomadaire littéraire et politique The Mirror de William Marion Reedy.

### Séjour en Europe
De 1909 à 1921, Bloch a vécu et travaillé principalement en Allemagne, où il était associé à Der Blaue Reiter.

### Retour aux États-Unis
Après la fin de la Première Guerre mondiale, Bloch retourne aux États-Unis, enseigne à la School of the Art Institute de Chicago pendant un an, puis accepte un poste de chef de département à l'Université du Kansas jusqu'à sa retraite en 1947.
Albert Bloch est décédé le 23 mars 1961 à Lawrence, au Kansas.

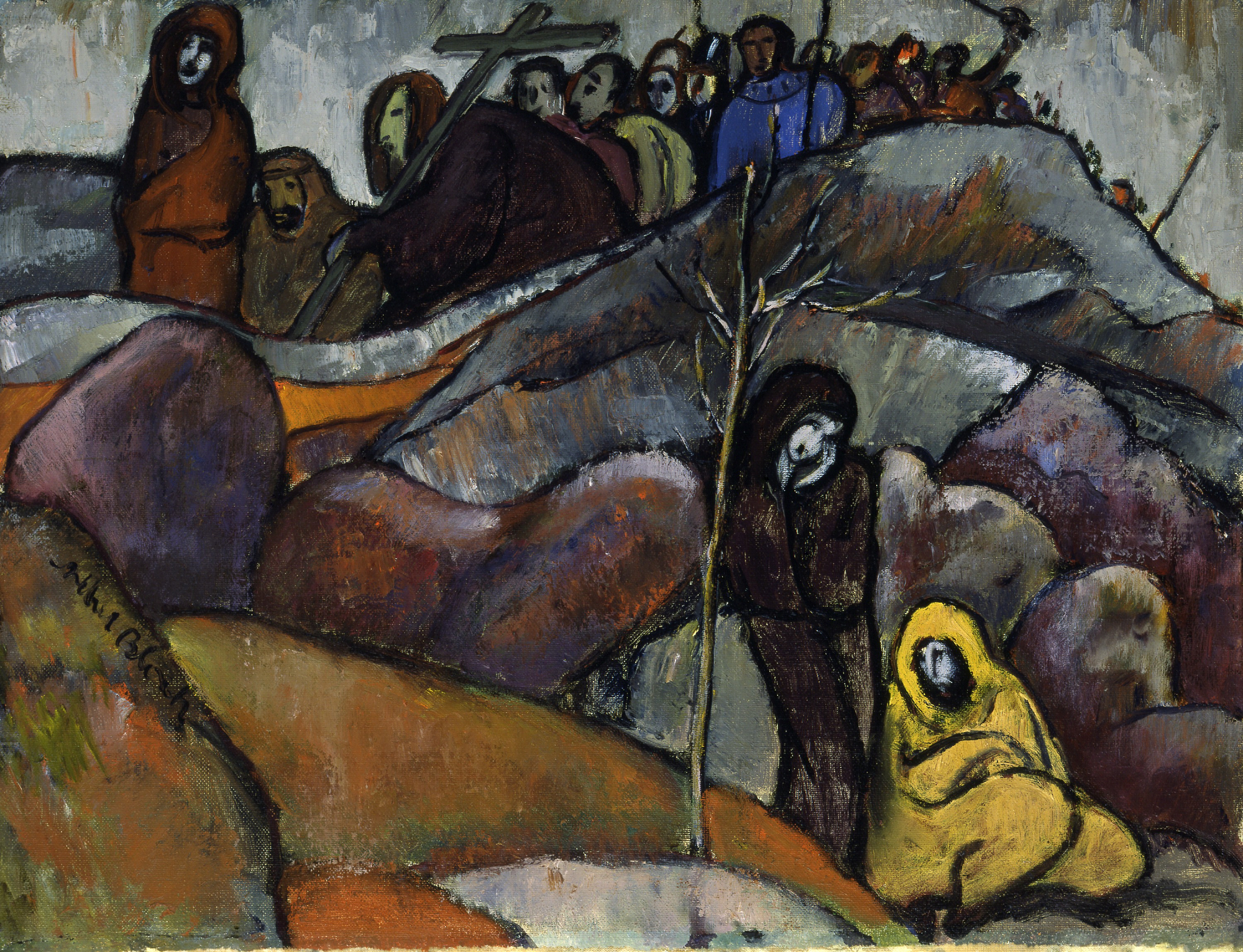
Procession of the Cross, 1911.
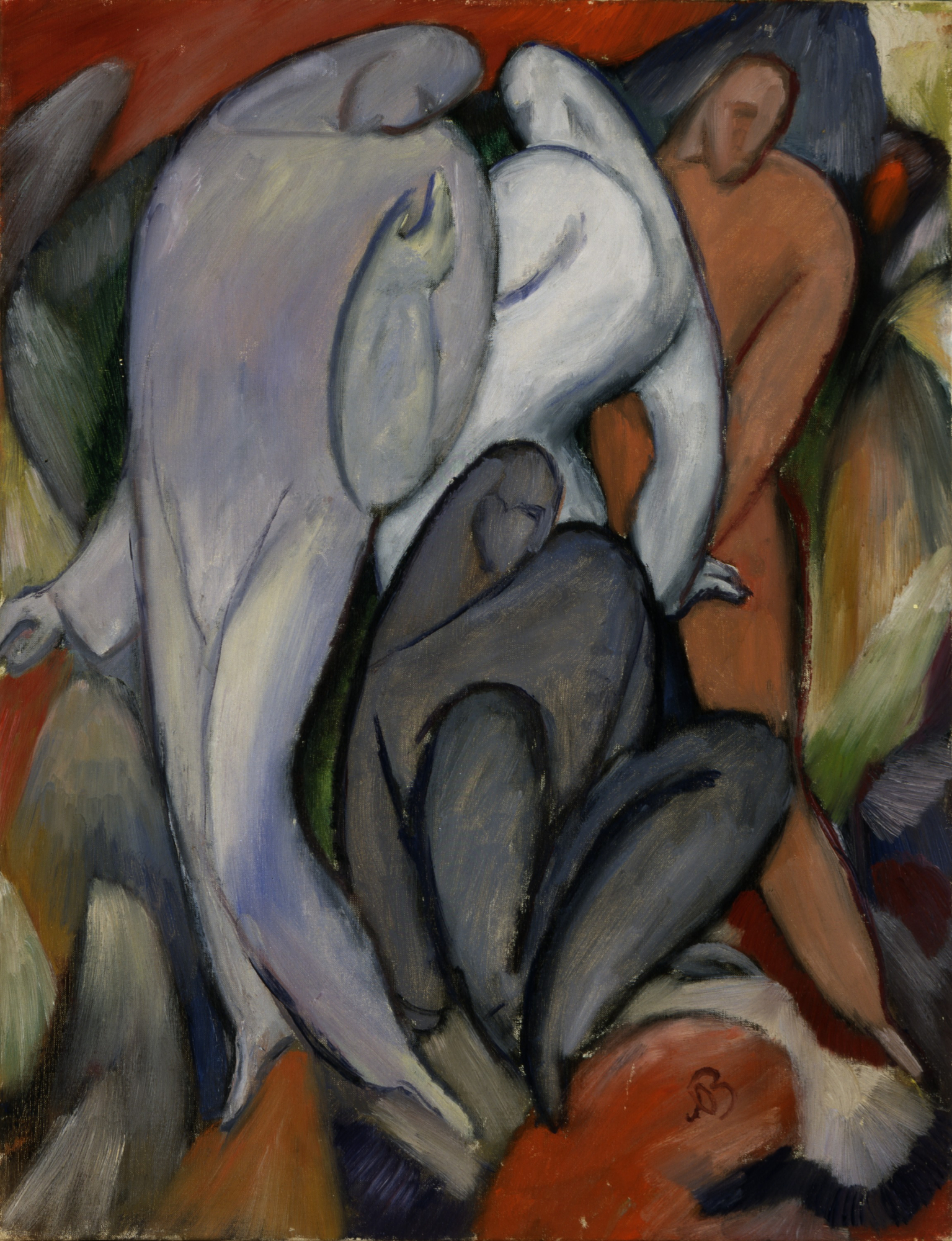
Four Pierrots, 1912.
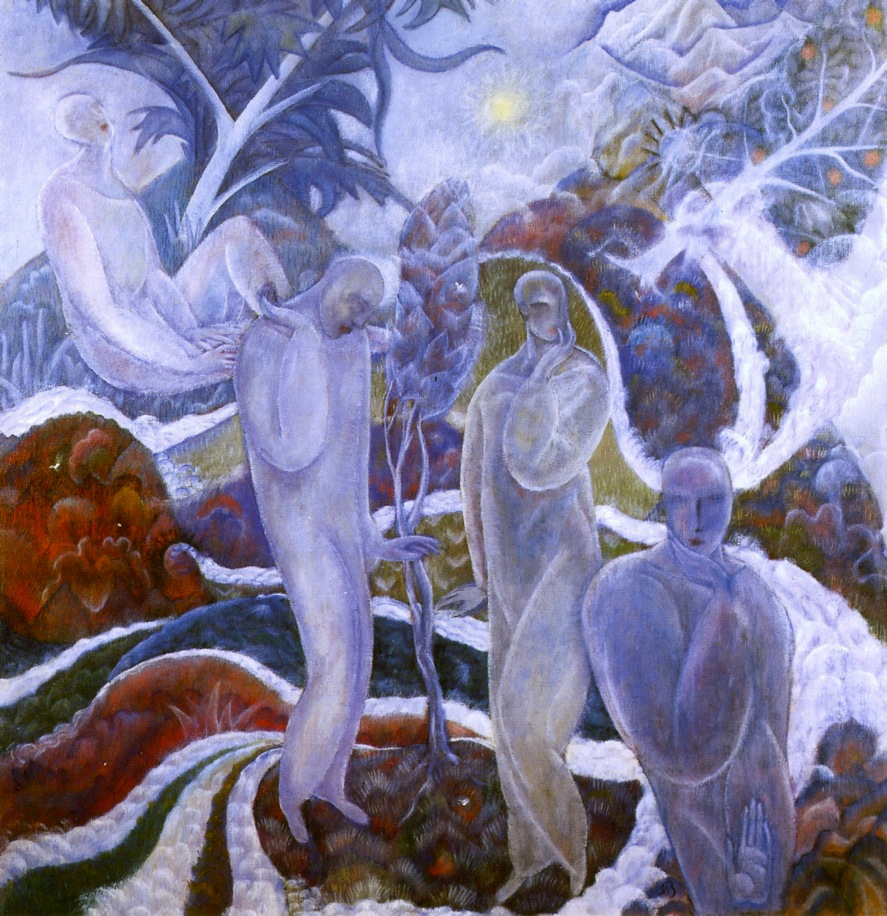
Summer Night, 1913.